# Le Reflet du Lac

Le Reflet du lac est un journal distribué dans la Région Memphrémagog en Estrie et fondé le 6 novembre 1988. Il est dirigé par Gino Gaudreau et composé par une équipe de journalistes d'expériences.
Vers la fin de l'année 1996, le périodique devient la propriété du groupe Médias Transcontinental. L'année suivante, il fusionne avec Le Progrès de Magog, un hebdomadaire concurrent.